# Tomasz Winnicki (1828–1883)
Tomasz Winnicki ps. „Chmurski” (ur. 1828 w Majdanie Łopackim, zm. 25/26 kwietnia 1883 w Berehach) – polski działacz niepodległościowy, pułkownik powstania styczniowego, ziemianin, przemysłowiec.

## Życiorys

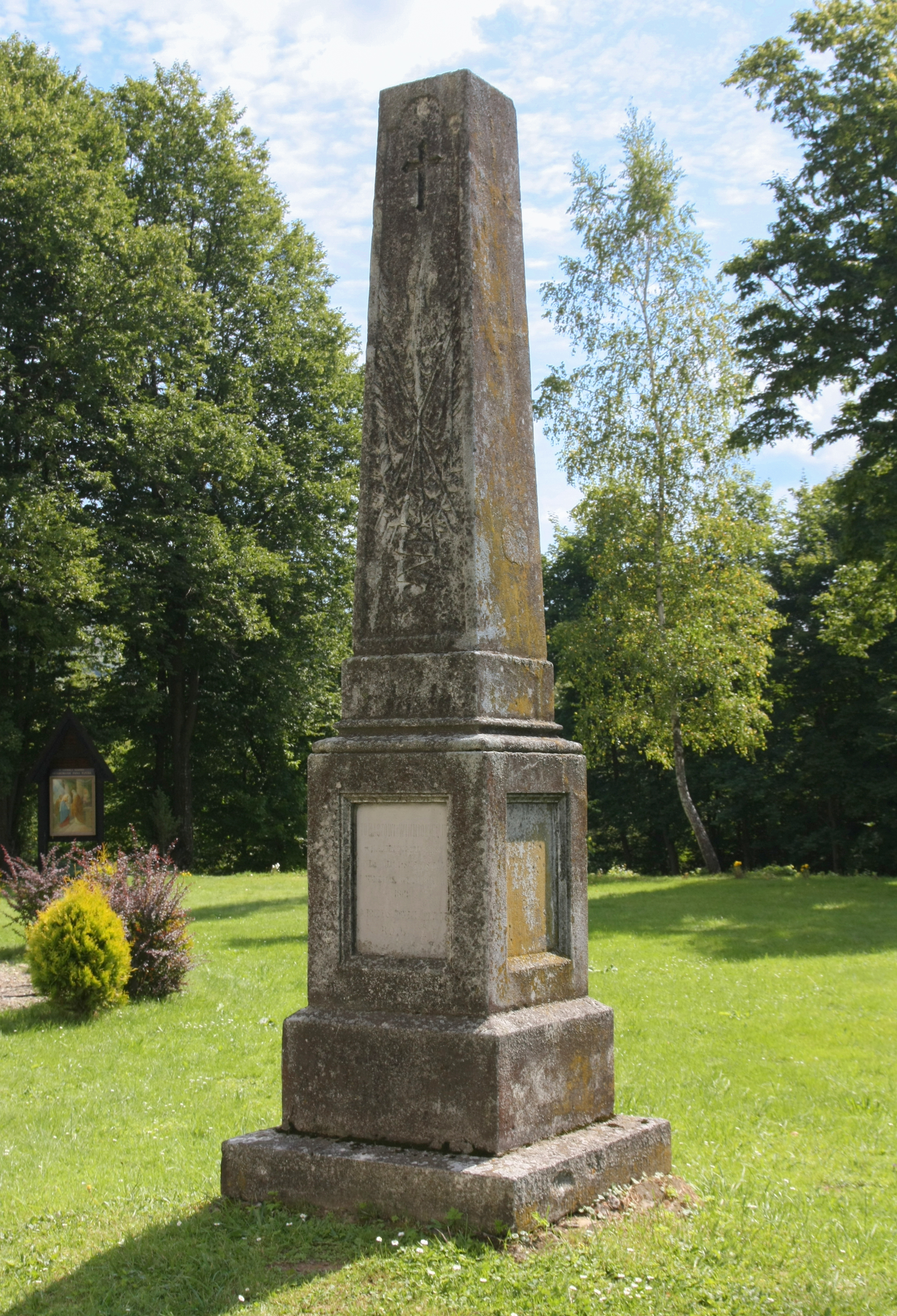
Nagrobek Tomasza Winnickiego

Urodził się w 1828 w Majdanie Łopackim na Lubelszczyźnie jako syn księdza greckokatolickiego. Od 1860 pracował jako urzędnik pocztowy w Warszawie.
Od 1860 był zaangażowany w działalność tajnej organizacji niepodległościowej, brał udział w manifestacjach. Został zatrzymany przez władze carskie pod zarzutem udziału w redakcji konspiracyjnego czasopisma „Strażnica”, po czym na przełomie 1861/1862 był więziony w X Pawilonie Cytadeli Warszawskiej, po czym z decyzji namiestnika Królestwa Polskiego Aleksandra Lüdersa 15 maja 1862 został zesłany na obszar guberni tambowskiej. Na mocy amnestii w tym samym roku powrócił stamtąd na ziemie polskie. Został działaczem stronnictwa czerwonych. Objął funkcję zastępcy członka Komitetu Centralnego Narodowego, odpowiadając za resort łączności w konspiracji. Z polecenia KCN w tajnej organizacji otrzymał zadanie zorganizowania policji narodowej miasta Warszawy, której objął stanowisko naczelnika (dyrektora). De facto był ministrem policji na obszarze całego kraju, jako że konspiracyjne oddziały policyjne organizowano na wzór struktur stworzonych przez niego w stolicy. Do 17 stycznia 1863 kierował resortem policji narodowej. Zorganizował też struktury tzw. poczty obywatelskiej, działającej na rzecz łączności konspiracyjnej. Posługiwał się pseudonimem „Chmurski”.
Po wybuchu powstania styczniowego w styczniu 1863, pragnąc przejść do służby wojskowej, złożył dymisję ze stanowiska cywilnego, nie przejętej przez Rząd Narodowy. Przez kilka tygodni wnioskował o zgodę, ostatecznie uzyskał zezwolenie na udział w walkach powstańczych (jego stanowisko dyrektora policji zostało jednak nieobsadzone, funkcję pełnił faktycznie Jan Kasprowicz vel Janek Biały w randze zastępcy dyrektora, któremu później niesłusznie przypisywano tworzenie i kierowanie policją, zaś później w okresie trwania Rządu Romualda Traugutta stanowisko dyrektora piastował Adolf Pieńkowski). Został mianowany naczelnikiem powiatu rawskiego, gdzie był organizatorem oddziału powstańczego, którego został mianowany dowódcą, jednak tę funkcję przekazał Antoniemu Jeziorańskiemu, u boku którego następnie jako szef sztabu i dowódca kawalerii zgrupowania odbył kampanię. Był faktycznym kierownikiem tego zgrupowania działającego na Lubelszczyźnie, odpowiadając za jego formowanie, wyposażenie i aprowizację (gen. Jeziorański był dowódcą w polu). Był dowódcą jednego z oddziałów w trakcie ataku na Rawę 26/27 stycznia 1863. Potem walczył pod Studziankami i Żarnowcem. Po ogłoszeniu dyktatury gen. Mariana Langiewicza 10 marca 1863 został awansowany przez tegoż na stopień pułkownika i jednocześnie mianowany na stanowisko głównego (generalnego) intendenta zgrupowania wojsk powstańczych. Po tym jak scalono siły powstańcze z oddziałami gen. Langiewicza odpowiadał za zarząd intendentury, a także tymczasowo był szefem sztabu scalonych sił. Jako szef sztabu był duszą wszystkich działań oddziału. Uczestniczył w bitwie pod Małogoszczem (24 lutego 1863), potem w bitwie pod Pieskową Skałą (4 marca 1863), w bitwie pod Grochowiskami (18 marca 1863). Kilkakrotnie odnosił rany. Po klęsce gen. Langiewicza przeszedł na obszar zaboru austriackiego. W czerwcu 1863 otrzymał od płk. Jana Stelli-Sawickiego ps. „Struś” obowiązki naczelnego organizatora wojsk na obszarze Galicji i został mianowany jego następcą. Ponownie wkroczywszy na obszar Królestwa walczył w bitwy pod Kobylanką (1-6 maja 1963), gdzie został ranny w głowę (wskutek odłamka granatu) i nie był zdolny do dalszej służby. Po rekonwalescencji jeszcze raz przedostał się na teren walk w szeregach oddziału Ślawskiego. Przebywał w szpitalu, później trafił do dworu na ziemi jarosławskiej, gdzie przez kilka miesięcy leczył rany. Później otrzymał od Naczelnika zapomogę w wysokości 150 zł. z tytułu utraty swojego majątku w trakcie pracy niepodległościowej.
Po upadku powstania nie zdecydował się na emigrację i pozostał w Galicji. Początkowo przebywał w okolicach Jarosławia, potem przeniósł się na ziemię sanocką. Pracował jako agent Towarzystwa Wzajemnych Ubezpieczeń. Był właścicielem dóbr ziemskich i parał się gospodarowaniem. Ponadto działał jako przemysłowiec zajmując się poszukiwaniem nafty i kopalnictwem. Udzielał się także w życiu publicznym, występując przeciw ugrupowaniu Stańczyków.
Ożenił się z kobietą pielęgnującą go w czasie leczenia z ran odniesionych w powstaniu. Miał troje dzieci. Zamieszkiwał w Berehach. W swoich domostwach przyjmował na schronienie działaczy niepodległościowych. W wyniku powstańczych ran cierpiał na zdrowiu. Zmarł 25 lub 26 kwietnia 1883. Został pochowany na cmentarzu parafialnym w Jasieniu (przy obecnym Sanktuarium Matki Bożej Rudeckiej Królowej Bieszczadzkiej w Ustrzykach Dolnych). Jego pomnik nagrobny został ufundowany przez społeczeństwo.